# Mathias Ri Iong-hoon
Mathias Ri Iong-hoon (kor. 이용훈, * 13. September 1951 in Kyoûng-ghi, Südkorea) ist Bischof von Suwon.

## Leben
Mathias Ri Iong-hoon empfing am 6. März 1979 das Sakrament der Priesterweihe.
Am 19. März 2003 ernannte ihn Papst Johannes Paul II. zum Titularbischof von Catabum Castra und bestellte ihn zum Weihbischof in Suwon. Der emeritierte Erzbischof von Gwangju, Victorinus Youn Kong-hi, spendete ihm am 14. Mai desselben Jahres die Bischofsweihe; Mitkonsekratoren waren der Bischof von Incheon, Boniface Choi Ki-san, und der Bischof von Suwon, Paul Choi Duk-ki. Am 10. Oktober 2008 ernannte ihn Papst Benedikt XVI. zum Koadjutorbischof von Suwon. Mathias Ri Iong-hoon wurde am 30. März 2009 in Nachfolge von Paul Choi Duk-ki, der im Alter von 61 Jahren zurücktrat, Bischof von Suwon.